# Kurious Jorge
Jorge Alvarez, noto come Kurious o come Kurious Jorge (New York, 1º maggio 1969), è un rapper statunitense.

## Biografia
Kurious è di origini portoricane e cubane ed è cresciuto a Spanish Harlem nel distretto di Manhattan. In seguito è apparso sull'album No Need for Alarm di Del tha Funkee Homosapien e sull'album Dust to Dust di Pete Nice & DJ Richie Rich. Il duo ha aiutato Kurious ad avere un contratto discografico con la Columbia Records attraverso la Hoppoh di Bobbito García. Nel 1992 è uscito il suo primo singolo, Walk Like A Duck. Nel 1994 Kurious ha pubblicato il primo album solista, dal titolo A Constipated Monkey, che conteneva i singoli Walk Like A Duck, Uptown Shit e I'm Kurious. L'album non ha avuto un grande successo in termini commerciali. Successivamente scomparì quasi del tutto dalla scena musicale. Nel 1999 è ricomparso sull'album di MF Doom, Operation: Doomsday. Attualmente è membro della Monsta Island Czars, con il nickname di Biollante.
La Amalgam Digital ha ristampato A Constipated Monkey con alcune bonus track nel 2007.

## Discografia

### Albums
- 1994: A Constipated Monkey
- 2009: //

### Singoli
- 1992: Walk Like A Duck
- 1993: Uptown Shit
- 1994: I'm Kurious
- 2001: All Great
- 2009: Benneton
- 2009: Back With V.I.C.
- 2009: Sittin' In My Car

### Collaborazioni
- 1993: Boo Boo Heads (dall'album No Need for Alarm di Del tha Funkee Homosapien)
- 1993: 3 Blind Mice (dall'album Dust to Dust di Pete Nice e DJ Richie Rich)
- 1994: Stop Smokin' That Shit (dall'album Black Bastards dei KMD)
- 1999: ? (dall'album Operation: Doomsday di MF Doom)
- 2003: Mugwort + Cinnamon = Shifting Lanes (dall'album Special Herbs, Vol. 1 di MF Grimm & MF Doom)
- 2003: Fastlane (dall'album Take Me to Your Leader di King Geedorah)
- 2006: Traveling (dall'album American Hunger di MF Grimm)
- 2009: Supervillainz (dall'album Born Like This di MF Doom)
- 2013: On My Grind (dall'album Jewelz di Juellz)
- 2014: Enough (dall'album Hallaways di Homeboy Sandman)